# Бабха (река)
Бабха — река в Слюдянском районе Иркутской области.
Длина реки — 23 км.
Устье реки находится в 2 км от западной окраины города Байкальска. Здесь с 2014 года проводится ежегодный рок-фестиваль Байкал-Шаман. На левом берегу близ устья реки находится посёлок Бабха.
Крупнейшие притоки: ручьи Порожистый, Поперечный.

## Данные водного реестра
По данным государственного водного реестра России относится к Ангаро-Байкальскому бассейновому округу, водохозяйственный участок реки — Бассейны рек южной части озера Байкал в междуречье рек Селенга и Ангара. Речной бассейн реки — бассейны малых и средних притоков южной части озера Байкал.
Код объекта в государственном водном реестре — 16020000112116300021054.